# 青岛督署学校
青岛皇家督署学校（德語：Kaiserliche Gouvernements-Schule in Tsingtau）简称督署学校（德語：Gouvernementsschule），又译总督府童子学堂、总督府学校，原校舍位于中国山东省青岛市市南区江苏路9号及广西路1号，是青岛德侨于1899至1920年间开设的一所学校，自1902年至1914年为胶澳总督府所属公立学校，其招收学生全部为欧美侨民子弟，以德侨子弟为主，曾是德属胶州湾的主要教育机构之一。

## 历史

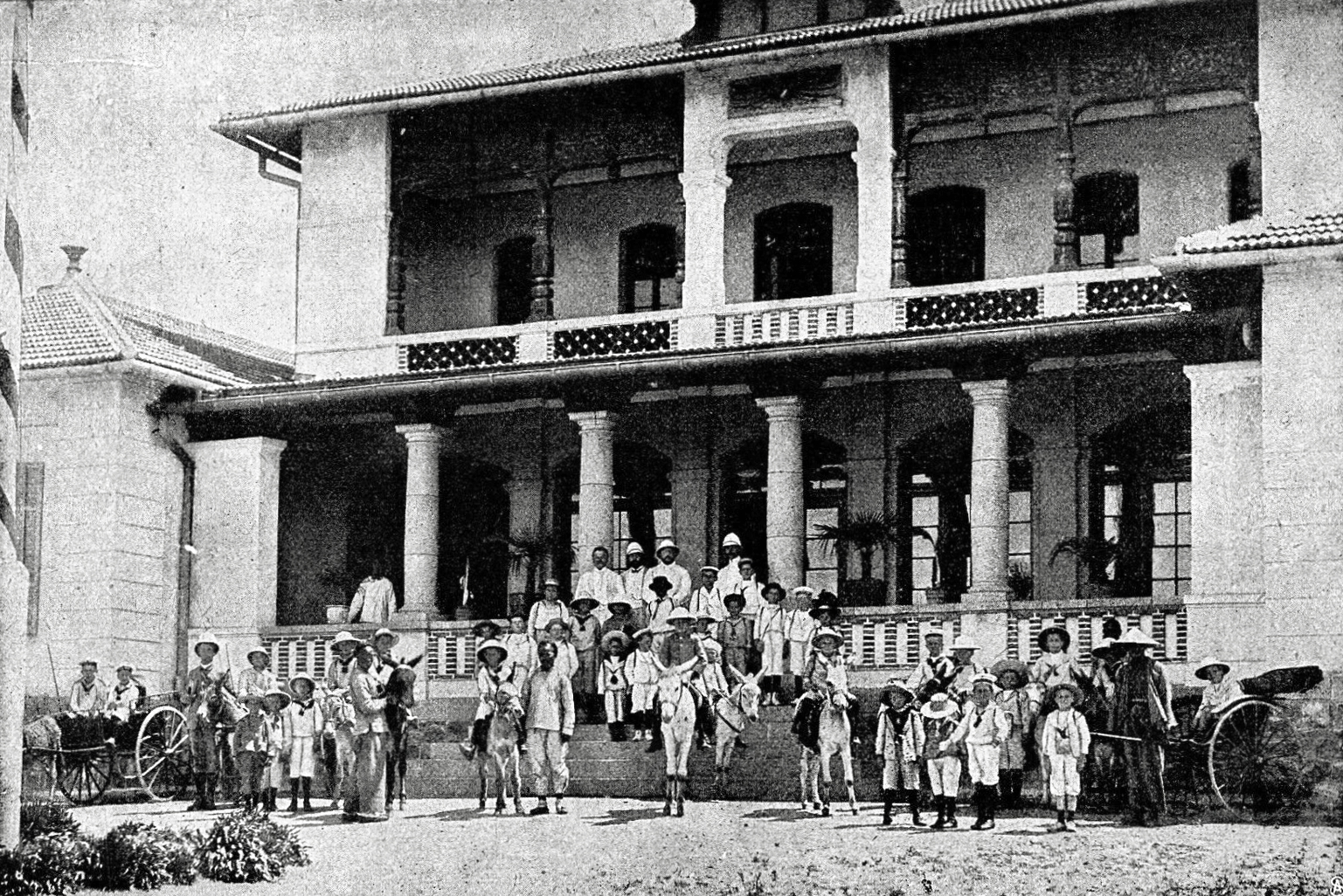
教学楼门前的学校师生

1897年11月德军占领青岛，并于次年签订胶澳租借条约。随着青岛德籍人口的增加，建立德侨子弟学校也成为必要。1899年5月23日，德侨开办了“德国学校”（Deutsche Schule），当时仅有三名学生。学校虽为德国侨民自主开办的教育机构，但接受胶澳总督府的资助，并处于其监督与领导之下。同时，总督府委派代表，与获总督府认可的校长以及居民每年选举产生的委员一同组成校务委员会，以共同管理校务。第一年的首任校长是同善会牧师尉礼贤，其后两年由督署牧师威廉·舒勒（Wilhelm Schüler）担任。最初代理教师职务的人除校长外，还包括信义会牧师和士谦（Johannes Voskamp）、天主教圣言会神父白明德、尉礼贤的夫人尉美懿（Salome Wilhelm），以及舒勒夫人。1900年9月，来自柏林的罗伯特·贝格（Robert Berger）来到青岛就任教师，以填补学校对职业教师的需求。
由于德国侨民没有财力继续维持学校的运作，总督府因此于1902年4月1日接管了德国学校，并将其改名为督署学校（Gouvernementsschule）。此时的学校有男女学生共29人。同年10月，高级教师保罗·图切克（Paul Tuczeck）来到学校接手校长职务。除督署学校外，当时的青岛城区内还有天主教玛利亚方济各传教修会在圣神修女院开设的寄宿制女子学校，督署学校因此自1902年复活节起改为男子学校。与此同时，校务委员会经过讨论决定顺应实际情况，以实科文理学校的形式而非国民小学形式作为学校运作体制，设六个年级，附设三个年级的学前预备班（相当于小学）。经过调整后的学校除外语教学方面有差别外，学制与德国国内基本相同。

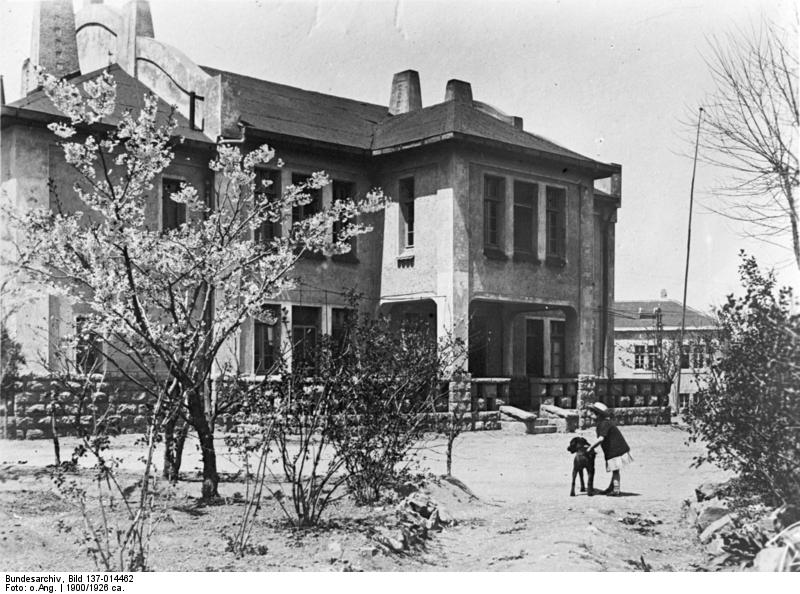
德国人之家，原基督士兵之家，约1920年代

将督署学校改为男子学校的决定使得租借地内的女孩只能在修女院女校就学，许多家中有女儿的家长（家庭背景大部分为基督新教）对此持有意见，希望他们的女儿也能在公立学校接受教育。1905年，这些家长向时任德国海军部国务秘书阿尔弗雷德·冯·提尔皮茨递交了请愿书，陈述修院女校教学条件与质量差、他们的女儿接受的教育必须符合国家标准云云。然而直至两年以后的1907年秋季，总督府才开设公立女校，督署学校因此改为“督署男子及女子学校”（Gouvernements-Knaben-und Mädchenschule）。学校原本计划单独设立女子班授课，但由于种种原因，学校从招收女生的第一年开始实际上就已经部分地实行了男女混班制，后来女子班因人数过少而干脆被取消，督署学校因此完全改为实行男女混班授课。
1907年7月，学校举行了第一次结业考试，考试以五次笔试和一次口试组成，5名考生全部通过。德国军方自1908年起给予督署学校的毕业生作为志愿兵服役一年的资格。1912年6月，图切克校长的女儿，17岁的玛格丽特·图切克（Margarete Tuczeck）作为第一个通过毕业考试的女生在督署学校毕业。信义会传教士昆祚（Adolf Kunze）之子、1898年9月2日在青岛出生的威廉·昆策（Wilhelm Kunze）是第一个在青岛出生的督署学校毕业生，于1914年6月29日通过考试。1914年6月1日时学校共有235名学生，其中有131名男生和104名女生。

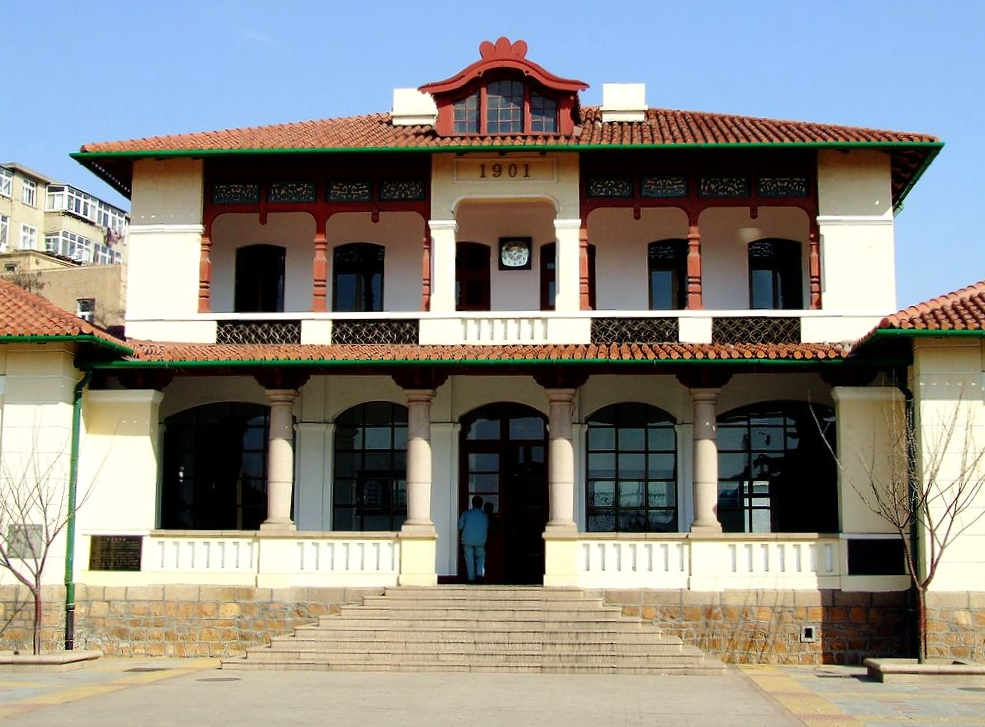
督署学校旧教学楼今貌

1914年一战爆发后，市内相当一部分德国籍妇女儿童于8月离开青岛。青岛战役开始后，学校停课，市内尚有约120名学生，部分男生被临时征召入伍。11月4日，督署学校学生、传教士和士谦之子格哈德·弗斯坎普（Gerhard Voskamp）在战斗中负重伤不治身亡。1915年1月5日，学校（因胶澳总督府的解散而只能被称为德国学校）在原基督士兵之家（Christliches Soldatenheim，今观象二路圣保罗教堂址）复课，图切克继续担任校长一职，尉礼贤等教会人员重新加入教学工作。此时学校仅有70至80名学生。1920年初，在日本的德国战俘被释放，青岛大部分德侨回国，德国学校因此解散。图切克校长于1904至1920年间所撰写的学校年度报告如今保存在德国联邦档案馆。
青岛德侨曾于1924年重新建立德国学校，设于德国人之家（Deutsches Heim），即原基督士兵之家。1927年9月11日搬迁至湖南路“安治泰主教公寓”的西翼。1936年，新的德国俱乐部和德国学校建筑在基督教堂北侧的山坡上建成。二战结束后的1946年，德国学校解散。

## 校舍历史

### 创立之初的校舍

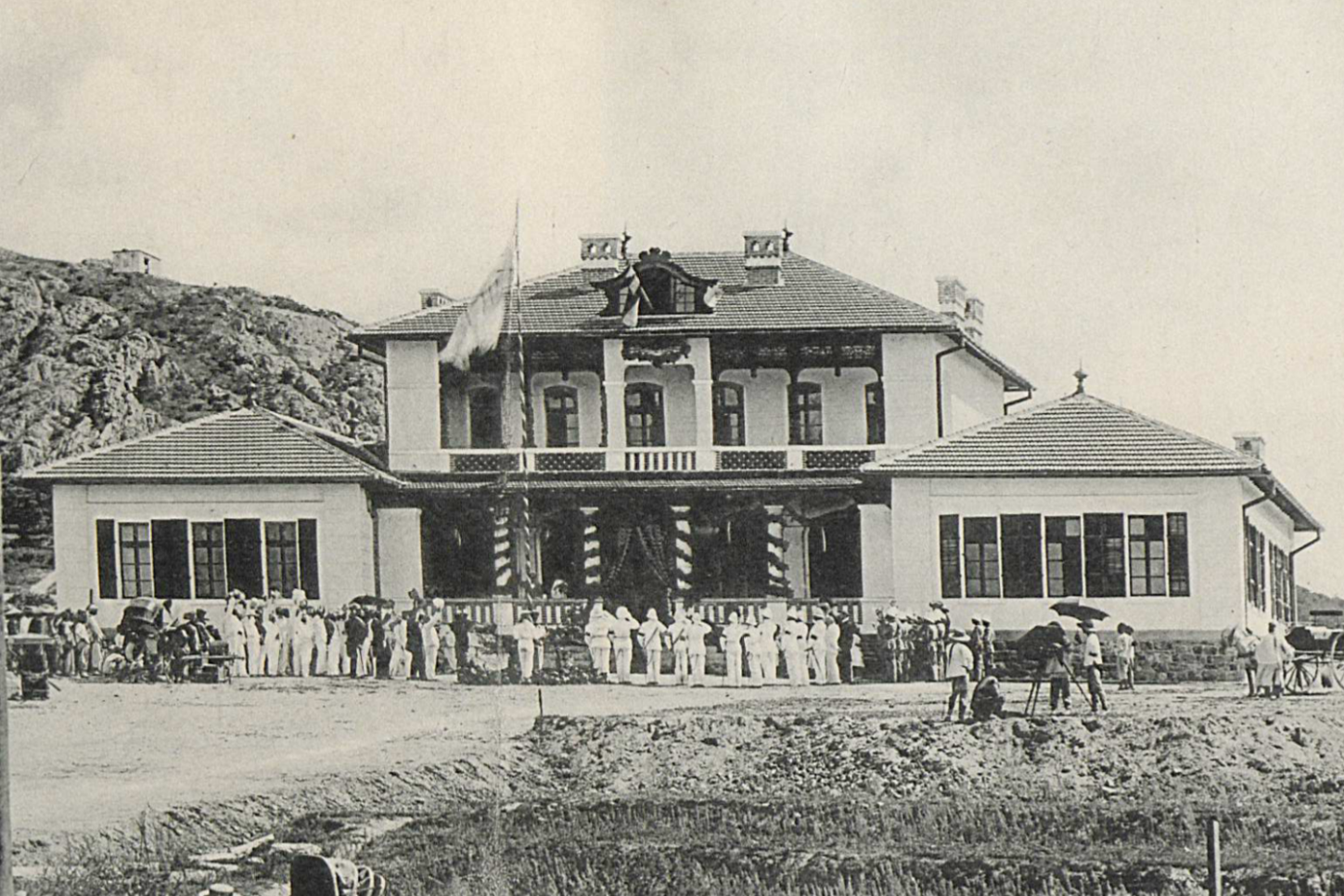
教学楼落成仪式

“德国学校”创设之初，其授课地点几经变换。最初曾在多个中式建筑内授课，包括胶澳皇家法院位于老衙门内的办公地点的走廊。1900年2月至1901年7月，学校又租用了海因里希亲王饭店的两个房间授课。
胶澳总督府于1900年出资，在俾斯麦街（Bismarckstraße，今江苏路）为学校建设新校舍，由政府建筑师彼得·贝尔纳茨（Peter Bernatz）设计，于1901年9月2日落成并投入使用。当天，校舍前的广场上举行了落成仪式。
校舍位于督署小礼拜堂北侧，向西面向俾斯麦街。正立面对称布局，建筑体由两层的中央主楼和两侧相连的单层配楼组成，主楼正立面为敞廊，一层以石柱支撑，二层为木制廊架并以中式垂花雀替装饰。花岗岩砌石基，外墙以粗灰泥粉饰。建筑三部分屋顶均为平缓的四坡屋顶，中轴线处设老虎窗，屋檐外挑，屋顶覆盖机制红瓦。整个建筑的外立面由于其规矩的造型、平缓的大屋顶及中式木制装饰，远远望去颇似一座中式建筑。中央主楼内部一楼为礼堂，二楼设有办公室及教师宿舍，四间面积60平方米且空间达250立方米的教室位于两侧的单层配楼。
为解决居住于青岛以外地区的学生的住宿问题，同时吸引更多外地生源，教师罗伯特·贝格在弗里德里希街（Friedrichstraße，今中山路）与伊伦娜街（Irenestraße，今湖南路）的西北角租下了一栋建于1899年的二层建筑并在此设立了学生公寓。这座学生公寓于1905年被总督府接管，并由教师奥托·昆策尔（Otto Küntzel）管理，几年后改为由教师库舍（Kusche）及其妻子管理，直至1914年。

### 新教学楼

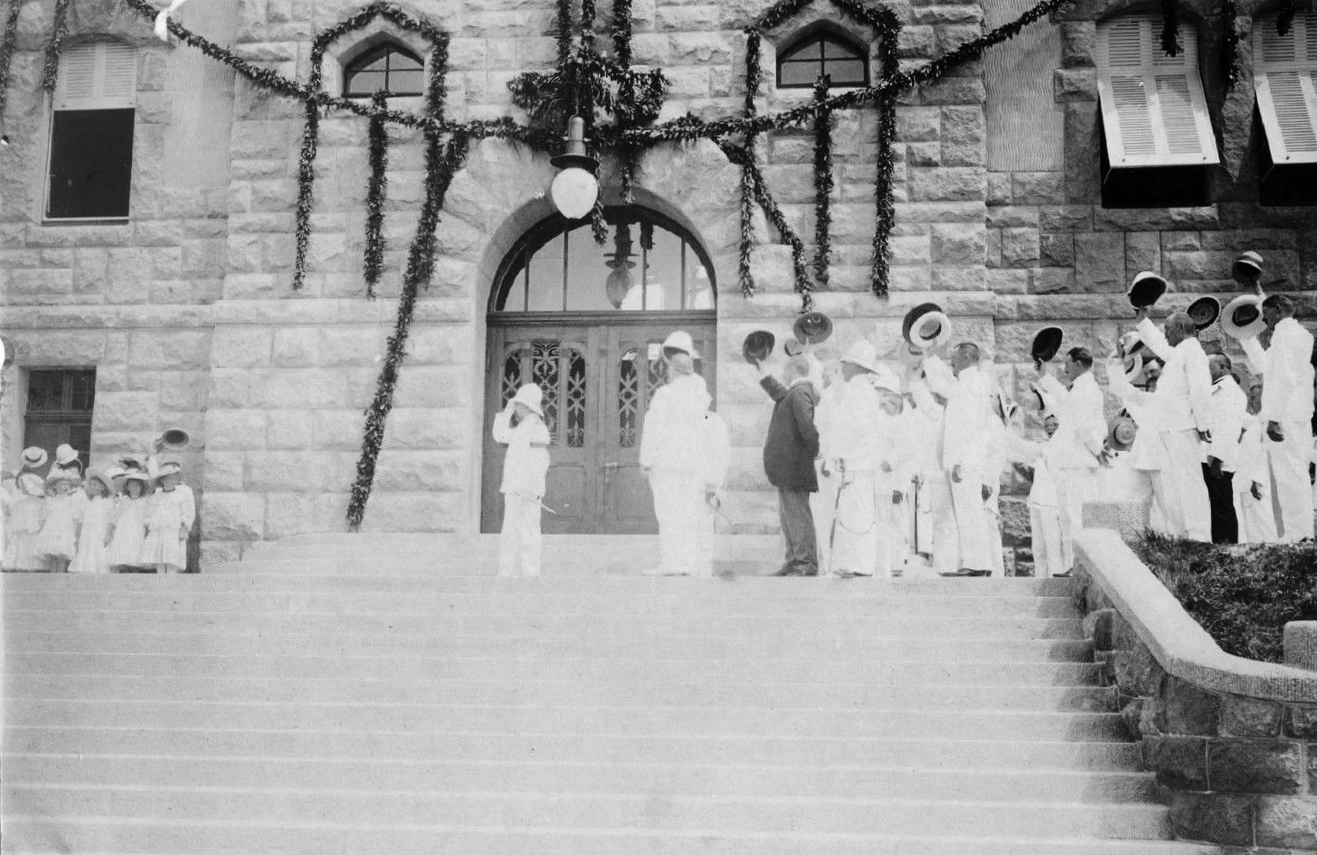
新教学楼落成仪式

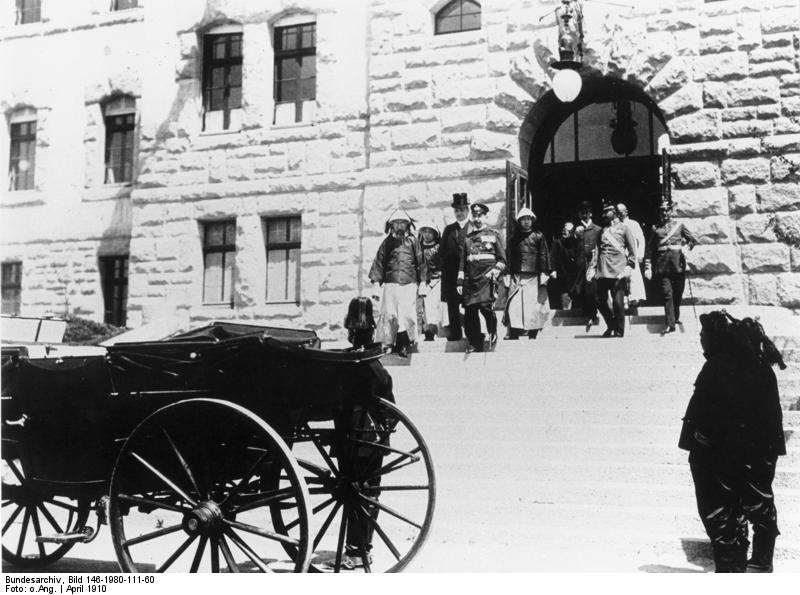
1910年5月山东巡抚孙宝琦访问青岛期间与总督都沛禄参观督署学校

至1906-1907学年，学校已有78名学生，即使将原教师宿舍改为教室使用亦无法满足需求，总督府因此在旧教学楼及督署小礼拜堂南侧不远处建设了一栋规模更大的教学楼。新教学楼由政府建筑师古斯塔夫·布莱希（Gustav Blaich）设计，1906年开工，1907年7月12日竣工，由刚刚在总督府到任的建筑师舒备德剪彩。
新的教学楼修建在督署小礼拜堂南侧的坡地上，正立面南临海因里希亲王街（Prinz-Heinrich-Straße，今广西路），教学楼建成后向东扩建延伸的伊伦娜街（今湖南路）部分路段位于教学楼北侧，将其与礼拜堂分隔开。教学楼高三层，附设半地下室和阁楼。正立面为对称布局，外墙多以花岗岩蘑菇石装饰，底层外墙全部以花岗岩贴面，上方两层檐口及窗户以花岗岩装饰，中轴部分完全以花岗岩覆盖，檐口起三角形山墙，中央装饰有一个巨大的德国鹰徽。屋顶为蒙莎式，以获得更大的使用空间。
新教学楼的内部空间分配遵循德国本土的规定，楼内可容纳12个班共280名学生。各班教室均设于一层、二层。校长办公室在一楼，旁边是会议室。教学楼前厅上方是礼堂，北面设有一绘画室，挂有遮光窗帘。底层是理化实验室，与仪器与设备室相连，另有办公室、校工宿舍、手工劳动室、用于冬季取暖的低压蒸汽锅炉室、空气净化设施及厕所。全楼向南的房间均设有卷帘式遮阳百叶窗，向北的房间加装双层窗，以抵御冬季的北风。教学楼东侧为一片占地面积很大的操场和网球场。
1907年9月，学校迁入新教学楼。同年秋，督署学校附设女子学校后，俾斯麦街的旧教学楼交予女子班使用。新的基督教堂于1910年10月23日落成后，位于新教学楼与旧教学楼之间的督署小礼拜堂改为督署学校体育馆使用。

### 第一次日占时期

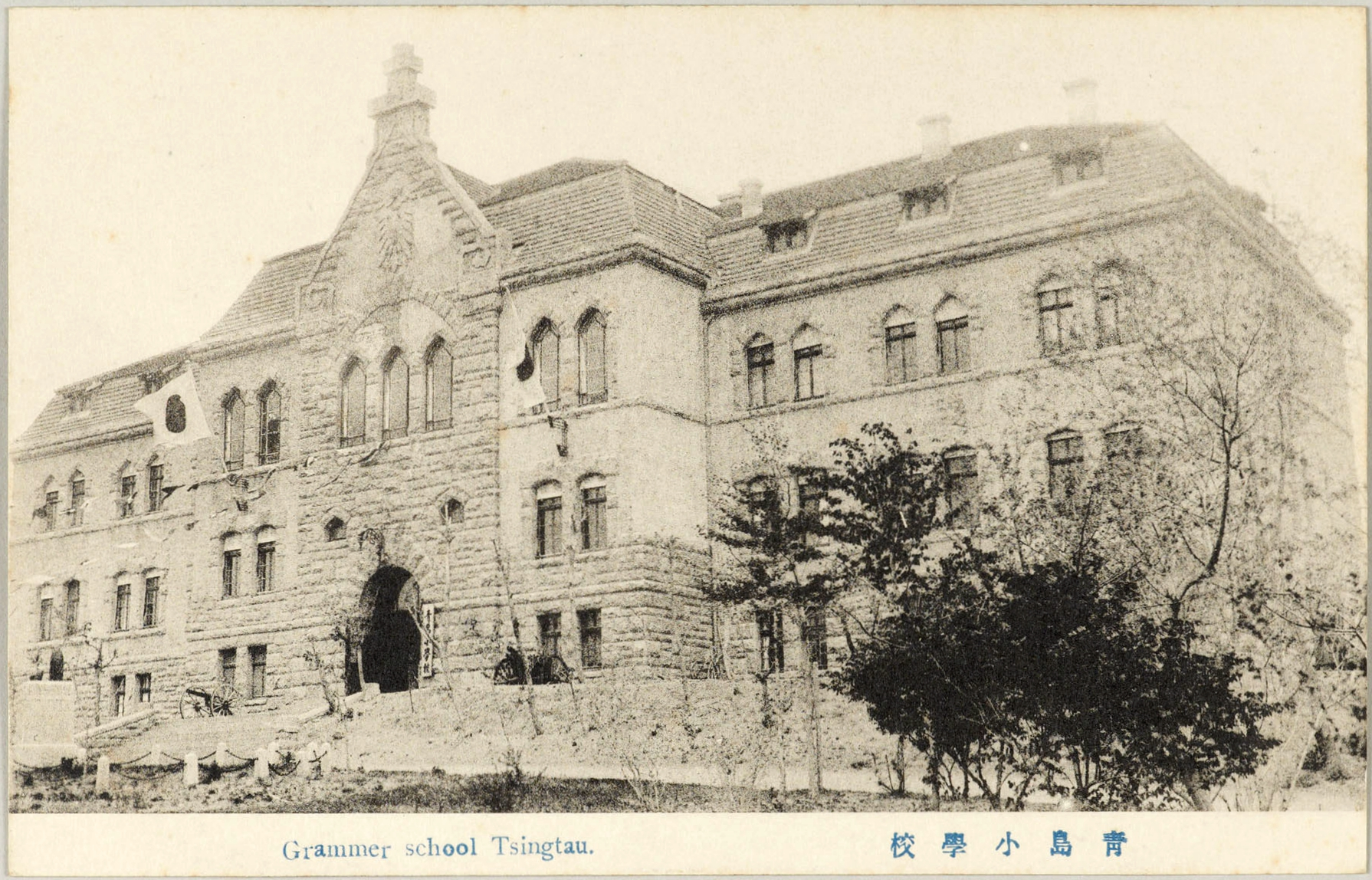
青岛小学校

1914年8月至11月的青岛战役期间，新教学楼遭到轰炸严重受损，之后又于11月初遭到了日军的洗劫。据图切克校长事后所述，11月11日他就教学楼移交问题会见日本人时，发现教学楼“惨遭蹂躏。仪器室、模型室、图书馆等被锁上的房间的门被强行打开，大部分的教具消失了，其余的被打碎了，地图、挂图和书本被撕碎了。办公室里满地都是墨水，案卷、图表和书籍覆盖其上。”日军接管教学楼后，原学校用家具全部被运走，图切克估计损失的设施总共价值约4万马克。原新教学楼先后为日军步兵与海军士兵所使用。原旧教学楼则改为日本海军土木局办公楼。由于战后仍有一部分德国儿童滞留青岛，德国人曾请求将旧教学楼交给他们作为学校使用，被日本当局拒绝。后来，首席牧师路德维希·温特（Ludwig Winter）将观象山北麓的原基督士兵之家提供出来，德国学校才得以于1915年1月5日复课，直至1920年。
1915年3月，由于青岛日侨人口的迅速增加，日本陆军青岛守备军在原督署学校新教学楼开设了青岛小学校，之后又设立了叶樱町（今馆陶路）分教室（今馆陶路8号址）、万年町（今江苏路）分教室（可能为原督署学校旧教学楼址）和舞鹤滨（今太平路）分教室。1916年7月14日成为文部省在外指定学校。1917年3月26日，位于花咲町（今武定路）的新教学楼建成，原青岛小学校部分师生迁入新址并改称第一青岛寻常高等小学校，原督署学校新教学楼址改为第二青岛寻常小学校，同时废除各分教室。

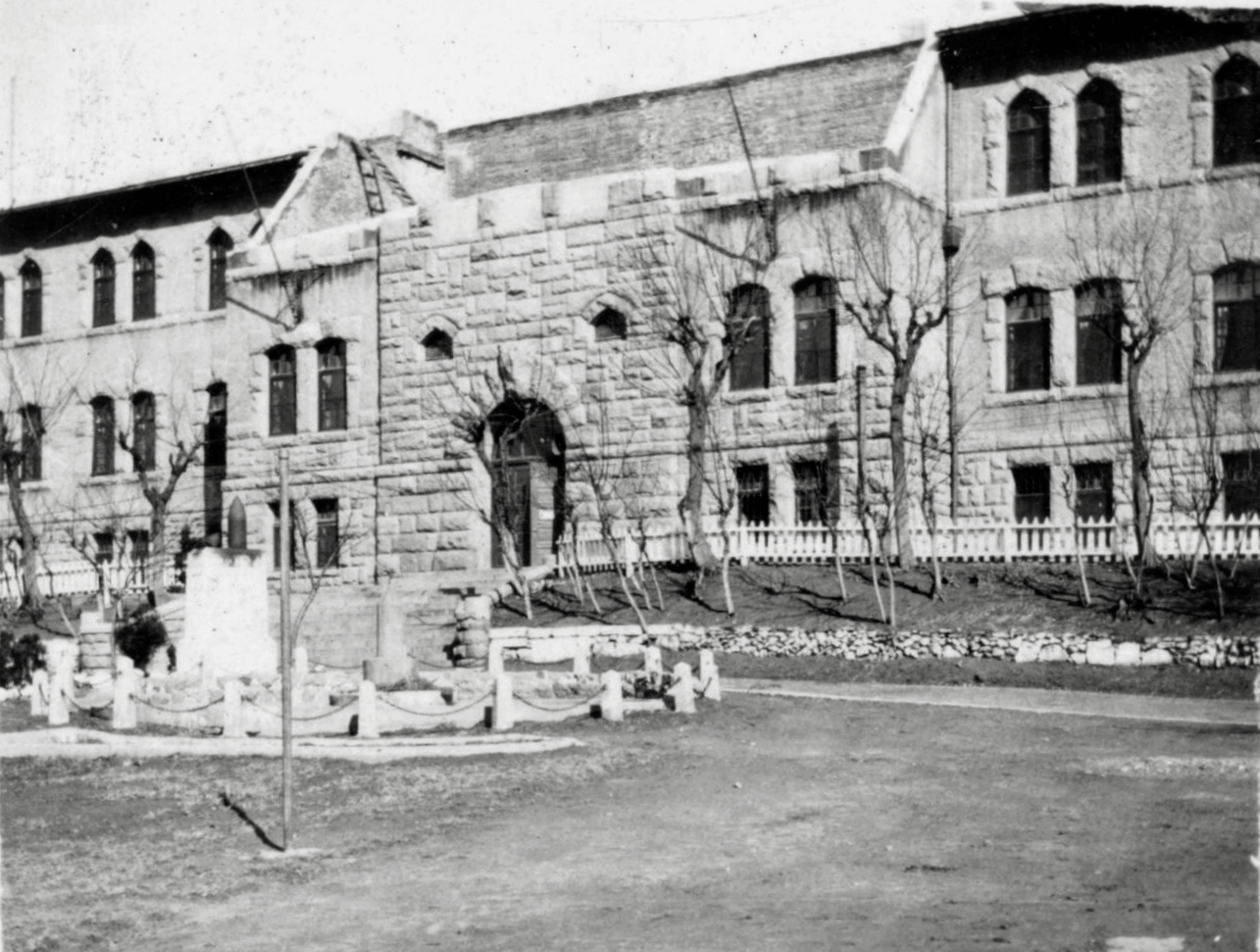
火灾后的督署学校新教学楼旧址

督署学校新教学楼旧址今貌

### 青岛回归后
1922年12月，北洋政府收回青岛主权，第二青岛寻常小学校及其校舍（督署学校新教学楼旧址）由青岛日本居留民团接管，改称青岛第二日本寻常小学校。督署学校旧教学楼旧址及督署小礼拜堂旧址由胶澳商埠督办公署接管。1924年，原督署学校旧教学楼处设立青岛市公立女子小学校。南京国民政府接收青岛后改为青岛市立江苏路小学。1940年曾进行校舍扩建。第二日本小学教学楼两侧也曾于大约1920年代末至1930年代初、1940年由日本居留民团出资扩建了风格相似的西配楼、礼堂和东配楼。1941年，青岛第二日本寻常小学校改称青岛第二日本国民学校。1945年8月日本投降，美国海军陆战队第六师进驻青岛后将日本第二小学校校舍改为兵营使用。1947年冬，作为兵营使用的督署学校新教学楼旧址失火，屋顶及部分楼层大面积烧毁，修复时仅将其改为平顶，未复建屋顶，后来又增建一层，仍为平顶，导致外立面改变较大。
1949年6月解放军进驻青岛后，原督署学校新教学楼曾为青岛市军事管制委员会驻地兼胶东警备第四旅旅部。1950年4月，胶东警备第四旅接管青岛警备任务，旅部兼为青岛警备司令部。同年10月，胶东警备第四旅调离青岛，警备任务交由新成立的海军青岛基地，该楼遂改为海军青岛基地机关驻地及青岛警备司令部。1956年，青岛警备司令部、政治部改称青岛市卫戍区。1960年8月1日，海军青岛基地扩编为海军北海舰队，北海舰队及青岛市卫戍区机关仍驻此处。1963年6月，青岛卫戍任务改由陆军某部负责。督署学校新教学楼旧址现为北海舰队某部驻地，门牌号为广西路1号。
原青岛市立江苏路小学改名为青岛江苏路小学，1994年被确定为青岛市实验小学。1980年北京电影制片厂所摄制的电影《苗苗》在此取景拍摄。1999年7月，校舍改造，督署小礼拜堂旧址被拆除，督署学校旧教学楼旧址拆除重建，原建筑部分建筑材料保留。现门牌号为江苏路9号。2000年，原督署学校遗留的两座教学楼分别列入青岛市历史优秀建筑名单。2012年11月6日列入市南区未核定为文物保护单位的不可移动文物（一般不可移动文物）名录。